# Ној Гарц
Ној Гарц (њем. Neu Gaarz) општина је у њемачкој савезној држави Мекленбург-Западна Померанија. Једно је од 60 општинских средишта округа Мириц. Према процјени из 2010. у општини је живјело 129 становника. Посједује регионалну шифру (AGS) 13056050.

## Географски и демографски подаци
Ној Гарц се налази у савезној држави Мекленбург-Западна Померанија у округу Мириц. Општина се налази на надморској висини од 78 метара. Површина општине износи 13,3 km². У самом мјесту је, према процјени из 2010. године, живјело 129 становника. Просјечна густина становништва износи 10 становника/km².